# Nathaniel Moran
Nathaniel Quentin Moran, född 23 september 1974, är en amerikansk politiker (republikan). Han är ledamot av USA:s representanthus sedan 2023.
I mellanårsvalet i USA 2022 besegrade Moran demokraten Jrmar Jefferson med 78 procent av rösterna mot 22 procent för Jefferson.